# Paul Niggli
Paul Niggli (Zofingen, 26 giugno 1888 – Zurigo, 13 gennaio 1953) è stato un mineralogista e geologo svizzero.
Brillante studioso, iniziò la carriera accademica all'età di soli 23 anni, insegnando nell'Università di Lipsia dal 1915 al 1918, in quella di Tubinga dal 1918 al 1920 e infine nell'Università di Zurigo dal 1920 in poi.
Ha compiuto studi fondamentali nella cristallografia, sul consolidamento magmatico e vari studi sull'analisi di rocce metamorfiche e magmatiche.
Dal 1921 al 1940 ha contribuito come editore della rivista Zeitschrift für Krystallographie und Mineralogie, fondata da Paul Groth a Strasburgo nel 1877.
Nel 1948 venne insignito della Medaglia Roebling, uno dei massimi riconoscimenti in campo petrografico e mineralogico.
Dopo la sua morte è stata costituita la Paul Niggli Foundation, che ha il compito di individuare e premiare gli studiosi più meritevoli nel campo, svizzeri, di età inferiore ai 35 anni e fornire loro prospettive di carriera.
In suo nome è stato chiamato il Dorsum Niggli, catena di creste della Luna ed il minerale niggliite, oltre ai Niggli Nunataks, un gruppo di nunatak (picchi rocciosi isolati) situati 11 km  a nord-nordest del Monte Wegener, nei pressi del margine orientale dei Monti Read, che fanno parte della Catena di Shackleton, nella Terra di Coats in Antartide.

## Opere
- Geometrische Kristallographie des Diskontinuums - Cristallografia geometrica del discontinuo, 1919
- Atombau und Kristallstruktur, 1921
- Spezielle Mineralogie, 1924
- Kristallographische und Strukturtheoretische Grundbegriffe, 1928
- Il magma e i suoi prodotti, 1937
- Grundlagen der Stereochemie, 1945
- Probleme der Naturwissenschaften erlautert am Begriffe der Mineralart, del 1949